# Thanos

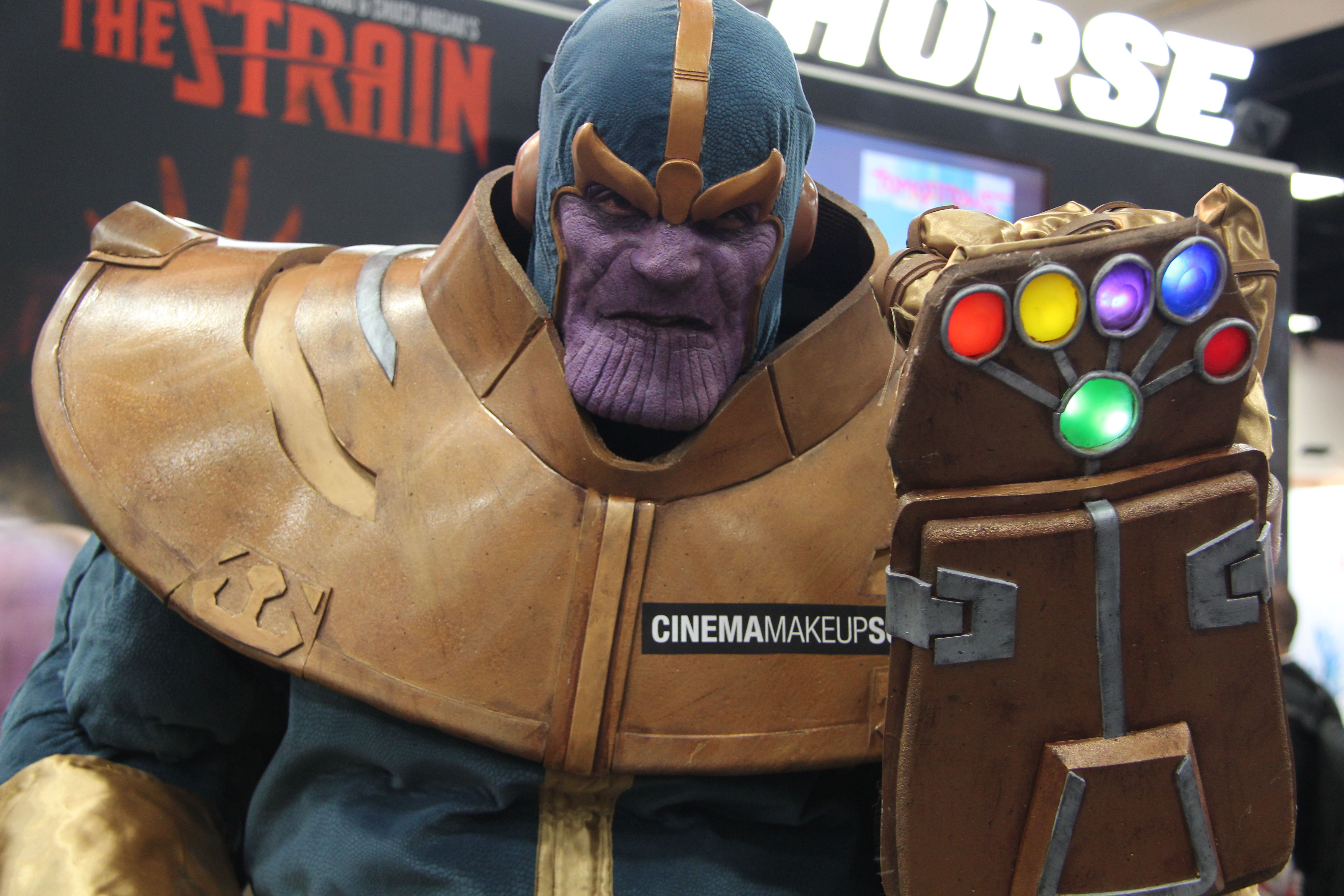
Thanos jako cosplay

Thanos je fiktivní postava objevující se v amerických komiksových svazcích vydávaných společností Marvel Comics. Tato postava, vytvořená autorem Jimem Starlinem, se poprvé objevila v komiksu The Invincible Iron Man č. 55 z ledna roku 1973. Thanos je jedním z nejsilnějších postav ve fiktivním světě Marvelu a utkal se již s mnoha dalšími hrdiny, například s Avengery.

## Komiks
V komiksu Thanos vystupuje jako Šílený Titán, což je jedna z jeho mnoha přezdívek, a je zde jedním z největších a nejnebezpečnějších padouchů (bojí se ho i některé entity a Nova Corps ho ve svých záznamech vedou jako hrozbu pro celý vesmír[zdroj?]). Pochází z kolonie na Titanu, je posedlý nihilismem a smrtí. O Thanosovi vyšly komiksy i v češtině, např. Thanos Nezbytný (2016) nebo Thanos se vrací (2019).
V komiksech má za cíl se zavděčit ztělesnění samotné Smrti. K dosáhnutí tohoto cíle se snaží získat velmi mocné objekty, např. kameny nekonečna (se kterými dokázal vyhladit polovinu vesmíru), kosmickou krychli Teseract (která čerpá energii z dimenze Beyondrů stejně jako Molecule Man), Ultimate Nullfier (zbraň z Galactusovy lodě, která dokáže zničit vše, je limitovaná pouze uživatelovým soustředěním a představivostí) nebo Heart of the Universe (de facto moc The One Above All, který nevěděl, jak spravit multivesmír a tak ji nechal, aby ji ovládl někdo, kdo by ho spravil).[zdroj?]
Thanos se narodil na Titanu jako syn vládce Eternals, ale měl ve své DNA Deviantské geny. Ihned po narození se ho jeho matka pokusila zabít, protože v jeho očích viděla celý kosmos a smrt. Ačkoliv byl od ostatních dětí odlišný, byl oblíbený díky své kreativitě a inteligenci. Jednou potkal dívku, do které se okamžitě zamiloval (nevěděl, že to bylo ztělesnění Smrti).[zdroj?]

## Další zpracování

### Film a televize
Ve filmu se poprvé objevil v sérii Marvel Cinematic Universe (MCU) v podání Damiona Poitiera jako cameo role ve filmu Avengers z roku 2012. Dále ho hrál Josh Brolin ve filmech Strážci galaxie (2014), Avengers: Age of Ultron (2015), Avengers: Infinity War (2018), Avengers: Endgame (2019) a namluvil ho v animovaném seriálu What If…? (2021). Brolin Thanose namluvil a zároveň ztvárnil pomocí techniky motion capture.
V rámci MCU se Thanos také snaží získat kameny nekonečna, avšak důvod je zcela odlišný. Podle filmové verze byl Titan na pokraji kolapsu kvůli masivnímu přelidnění. Od Thanose padl návrh vyvraždit náhodným výběrem přesně polovinu obyvatel, aby mohl Titan dále prosperovat, což rada zamítla. Thanosova předpověď se pak naplnila a téměř všichni obyvatelé zemřeli. V tu chvíli se Thanos zapřisáhl, že toto již nikde ve vesmíru nikdy nedopustí.[zdroj?]
Thanos se také objevil v různých animovaných televizních seriálech. Velkou roli hrál např. ve díle „Vzestup Thanose“ druhé řady seriálu Avengers – Sjednocení.

### Videohry
- Thanos se objevil v bojových hrách Capcomu Marvel Super Heroes a ve hře Marvel vs. Capcom 2 jako postava s hlasem Andrewa Jacksona.[6]
- Thanos se objevil jako postava stahovatelného obsahu mezi superhrdiny Lego Marvel.
- Thanos se objevil jako herní postava Lego Marvel's Avengers s hlasem Isaaca C. Singletona Jr.
- Thanos vystupuje jako herní postava v Marvel Future Fight.[7]
- Thanose je také možné hrát v Marvel: Contest of Champions.[8]
- Dvě herní verze Thanose („Moderní“ a „Šílený Titán“) existují v mobilní hře Marvel Puzzle Quest, kam byl Thanos přidán v prosinci 2016.[9]
- Thanos se objevil ve hře Guardians of the Galaxy: The Telltale Series s hlasem Jakea Harta. V první kapitole Thanos hledá Eternity Forge, starodávný artefakt. Je zabit v bitvě se Strážci Galaxie.[10]
- Thanos se také objevil jako herní postava v Marvel vs. Capcom: Infinite,[11] znovu s hlasem Isaaca C. Singletona Jr. V této hře už Thanos nemá pohyby[zdroj⁠?!] z předchozích her Marvel vs. Capcom.
- Fortnite Battle Royale měl oficiální Marvelem sponzorovanou akci tie-in s Avengers: Infinity War, v níž byla Infinity Gauntlet, která se náhodně vyskytla v mapě; kterýkoli hráč, jež ji měl, se stal Thanosem a získal tak další schopnosti.[12]
- Inkarnace Thanose založená na jeho roli v Avengers: Infinity War se objevila v Lego Marvel Super Heroes 2.[13]
- Thanos (založený na roli Joshe Brolina v Avengers: Infinity War) se také objevil jako šéf v aktualizaci s Infinity War ve hře Spider-Man Unlimited.
- Thanos se objevil v Marvel Powers United VR, s hlasem Isaaca C. Singletona Jr.[6]

### Hračky
Thanos je také jednou z hraček stavebnice Lego a figurek Marvel.

## Zajímavosti
V době uvedení filmu Avengers: Endgame společnost Google připravila tzv. easter egg s využitím efektu Thanosovy rukavice s kameny nekonečna. Při vyhledání Thanose ve vyhledávání Google se u medailonku se základními informacemi objevila i rukavice a po kliknutí začala mizet přibližně polovina zobrazených výsledků vyhledávání. Opětovným kliknutím se výsledky znovu objevily.